# Teoria de la substitució

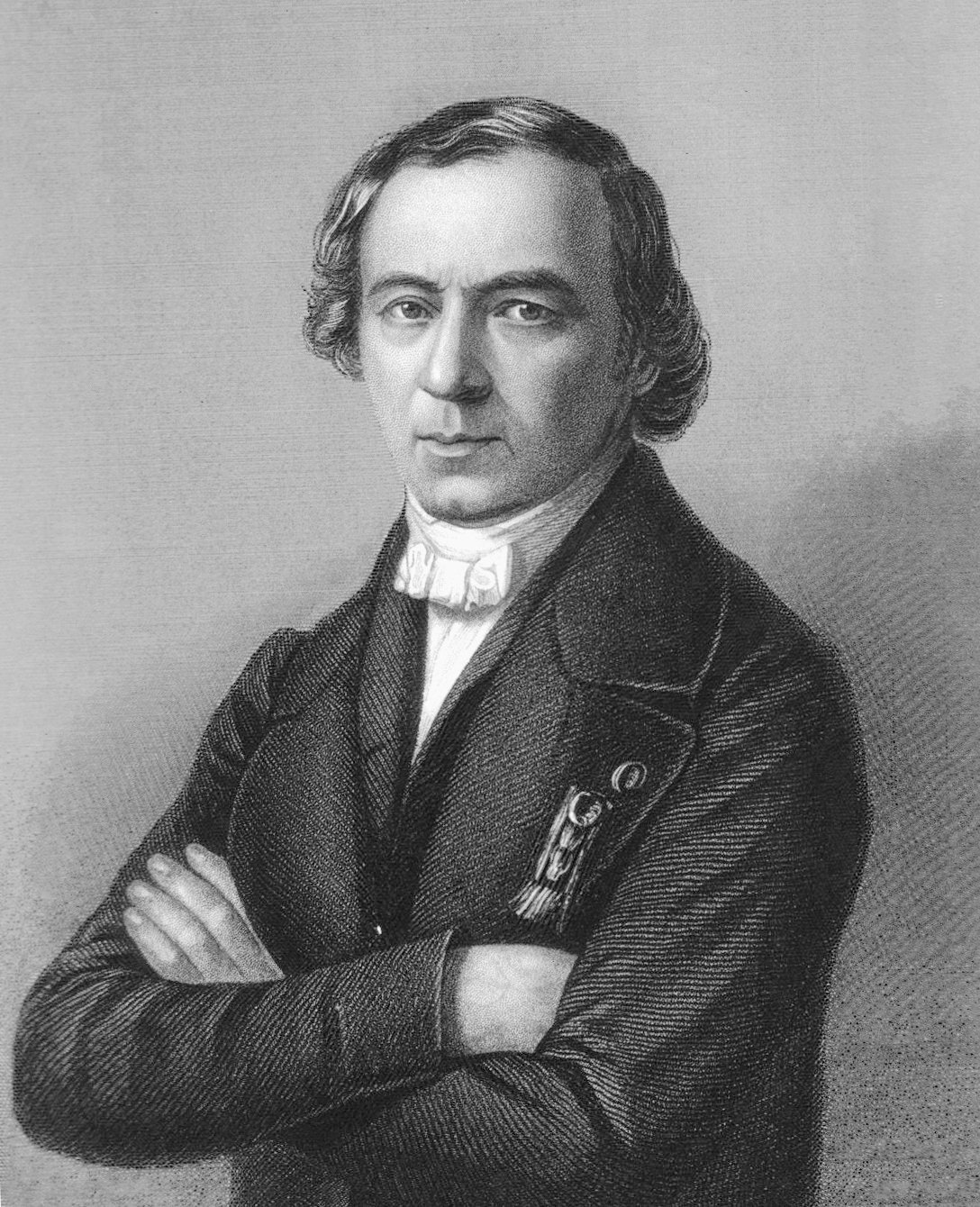
Jean Baptiste André Dumas

La teoria de la substitució és una teoria antiga de principis del segle xix que fou la primera a explicar les reaccions de substitució en química orgànica i que és deguda al químic francès Jean Baptiste Dumas (1800-1884) que la presentà el 1835, i que també anomenà llei de la metalèpsia (del grec μεταληψιη, que significa que el cos considerat ha pres un element en lloc d'un altre).
Segons Dumas la teoria es resumeix en tres postulats:
1. Si una substància que conté hidrogen en la seva composició se sotmet a l'acció deshidrogenant d'un halogen (clor, brom o iode) o de l'oxigen, per cada àtom d'hidrogen que perd en guany un d'halogen o mig d'oxigen.
2. Si la substància conté oxigen es compleix la mateixa regla anterior sense cap modificació.
3. Si la substància hidrogenada conté aigua, aquesta pèrdua d'hidrogen es produeix sense que es reemplaci i, per tant, si es lleva una nova porció d'hidrogen aquest és reemplaçat com en els casos anteriors.

Un exemple d'aquest tipus de reaccions seria la cloració del metà:

## Història
El químic francès Joseph-Louis Gay-Lussac (1778-1850) quan analitzava l'acció decolorant del clor observà que aquest es combina amb part de l'hidrogen dels olis formant àcid clorhídric, i part del clor es combina amb l'oli i ocupa el lloc de l'hidrogen que ha format àcid clorhídric (en francès prend la place). En una investigació sobre la causa del fum irritant de les espelmes del Palau de les Teuleries a París, Jean-Baptiste Dumas descobrí que la cera havia estat decolorada amb clor i que els fums, durant la combustió, desprenien àcid clorhídric irritant. Dumas relacionà aquest fenomen amb d'altres ja observats: Faraday observà l'acció del clor sobre l'etilè el 1821, Gay-Lussac sobre el cianogen el 1823, Liebig i Wöhler sobre el benzaldehid el 1831. Després realitzà investigacions de l'acció del clor amb altres substàncies. Amb l'etanol va obtindre el cloroform, el bromoform i el iodoform; i amb l'essència de trementina. En aquestes investigacions descobrí que els àtoms d'hidrogen es poden substituir en un compost orgànic per clor, brom, iode o oxigen, però inicialment només descriví el fenomen. Fou un jove investigador, Auguste Laurent (1807-1853), que realitzava el doctorat amb Dumas, que atacà a la seva tesi doctoral amb aquest fenomen la teoria dualista electroquímica del químic suec Jöns Jacob Berzelius (1779-1848) vigent en aquell moment, fonamentada en l'electronegativitat dels elements químics, perquè un àtom electronegatiu com el clor no podia substituir en un compost a un àtom molt menys electronegatiu com l'hidrogen i elaborà la seva teoria del nucli.
Dumas s'oposà a la teoria del seu alumne i mantingué fidel a la teoria dualista, però seguí realitzant noves experiències de substitució i amb l'àcid acètic va obtindre àcid tricloroacètic i hagué d'admetre que l'àcid cloroacètic té un fórmula semblant a la de l'àcid acètic, la qual cosa entrava en contradicció amb la teoria dualista electroquímica de Berzelius.